# Bohnice

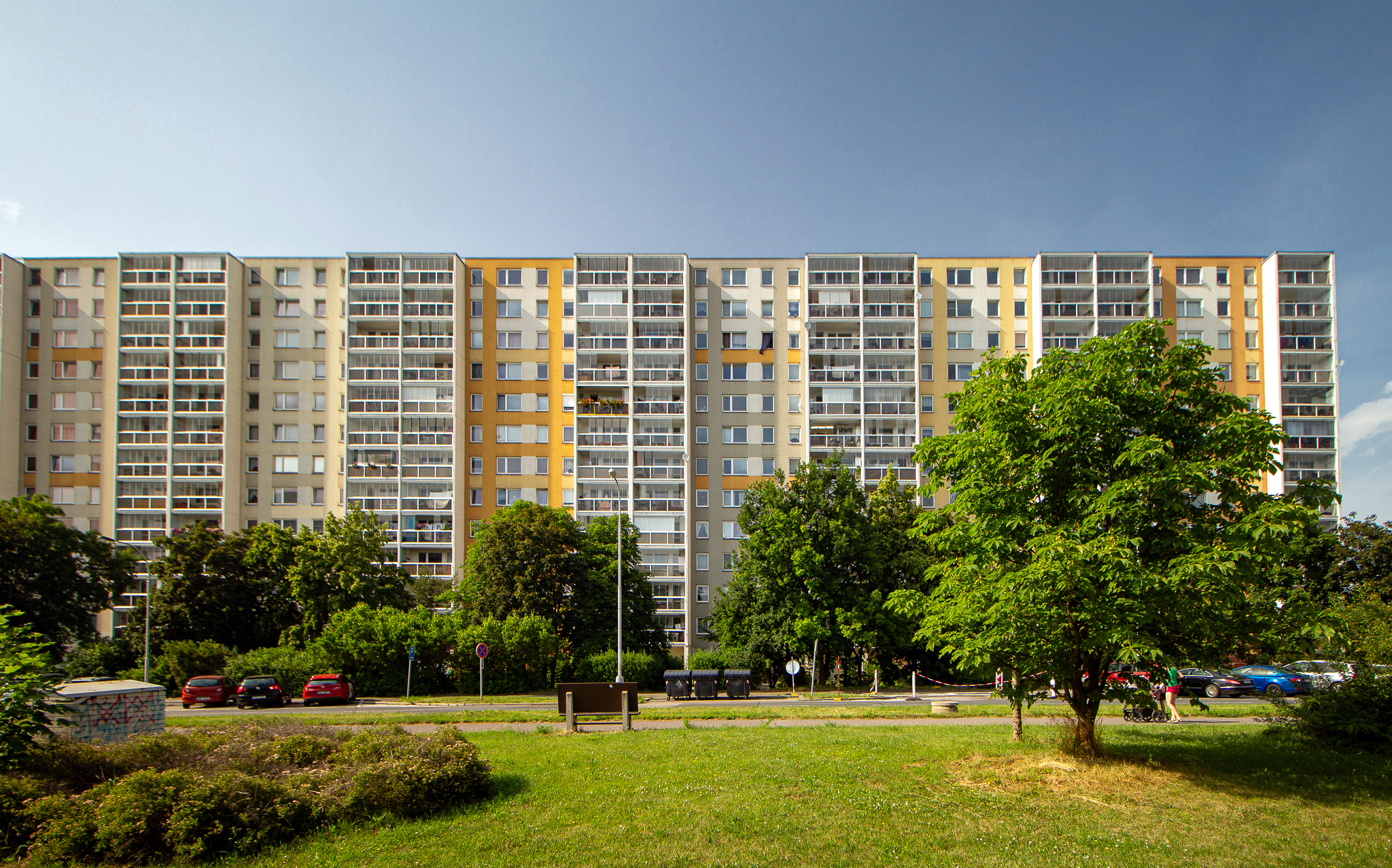
Flats in Bohnice

Bohnice is een wijk in de Tsjechische hoofdstad Praag. Het oorspronkelijke dorp hoort sinds het jaar 1922 bij de gemeente Praag. Sinds 1990 is de wijk onderdeel van het gemeentelijke district Praag 8. Bohnice heeft 18.490 inwoners (2006).
In Bohnice is de softbalvereniging SK Joudrs Praag gevestigd, waarvan het mannenteam in 2006 Tsjechisch kampioen is geworden.